# Lycidae

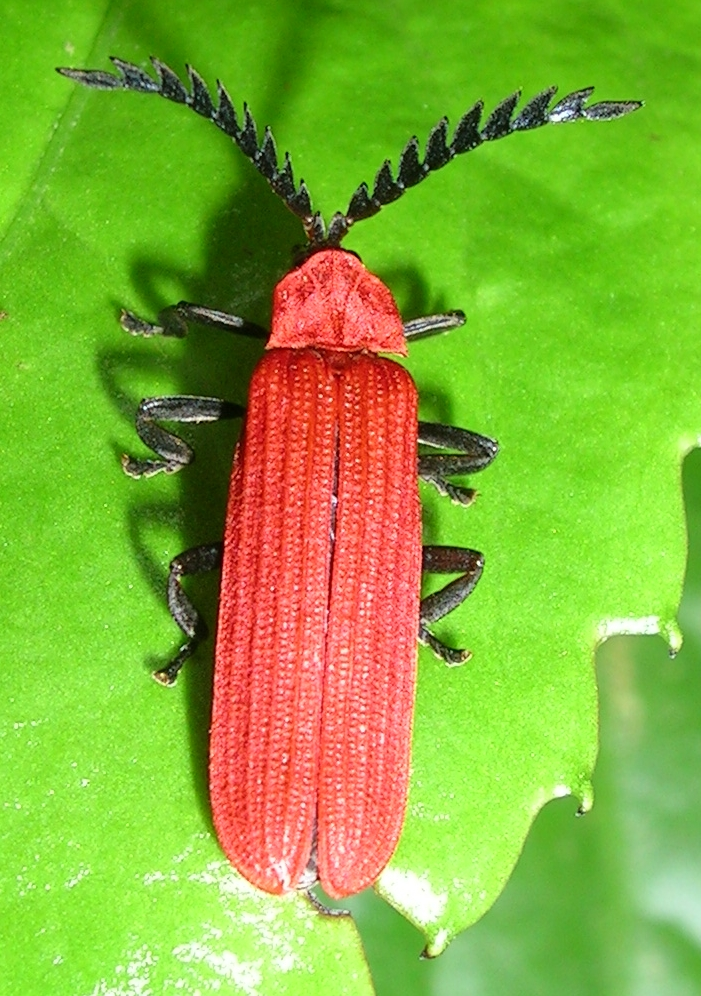
Lycidae ở Ấn Độ

Lycidae là một họ bọ cánh cứng. Các loài bọ trong họ này có cơ thể dài và thường được tìm thấy trên hoa hoặc thân. Con trưởng thành của một số loài là những loài ăn mật hoa trong khi một số con trưởng thành của các loài mà con trưởng thành có thời gian sống ngắn ngủi nên nó không ăn gì cả. Đầu của chúng có hình tam giá và có râu dài, mỏng, và có răng cưa. Hầu hết trong chúng có màu đỏ gạch. Chúng tự vệ trước các loài săn mồi bằng cách tiết ra chất độc.

## Hình ảnh

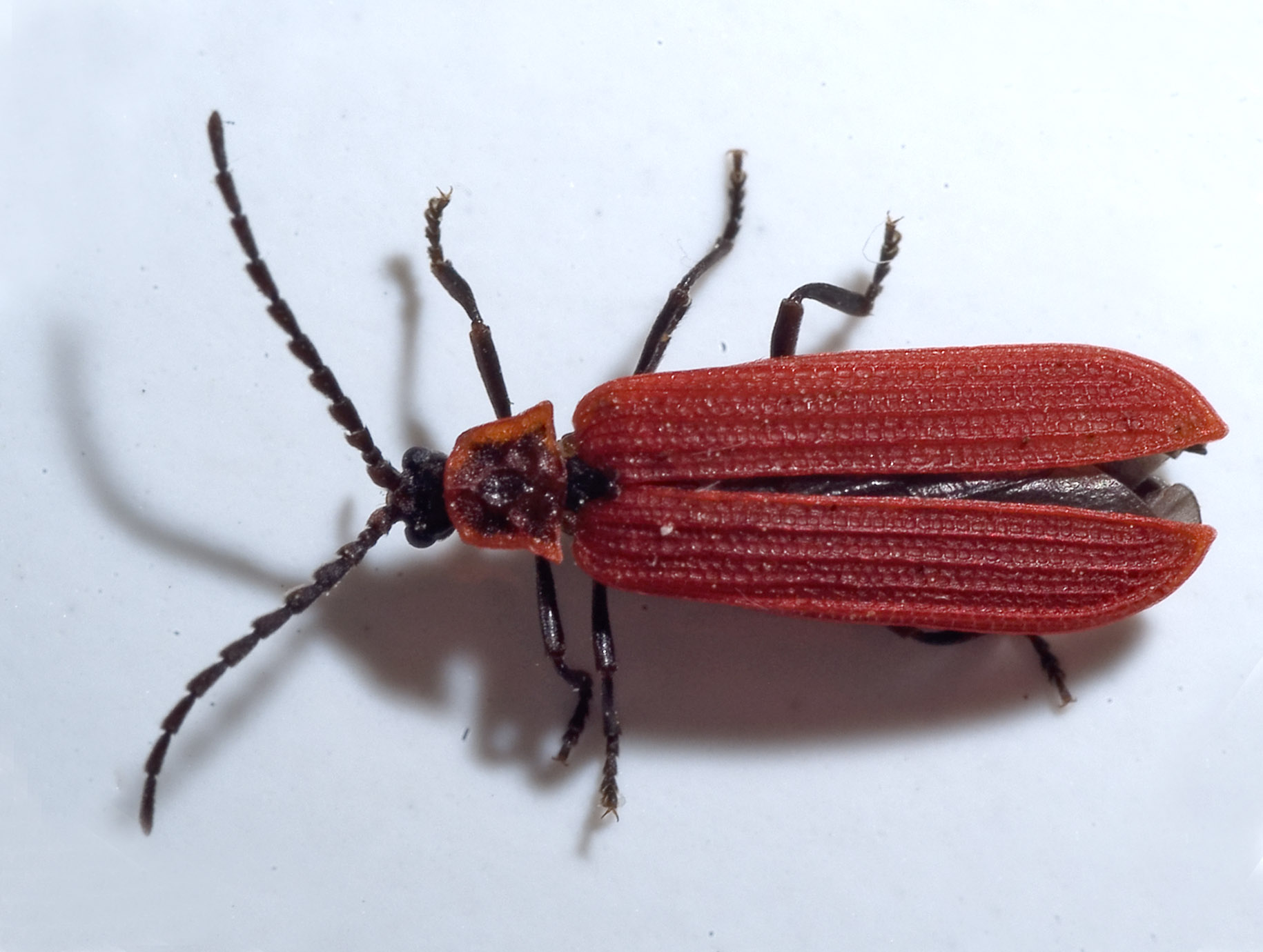
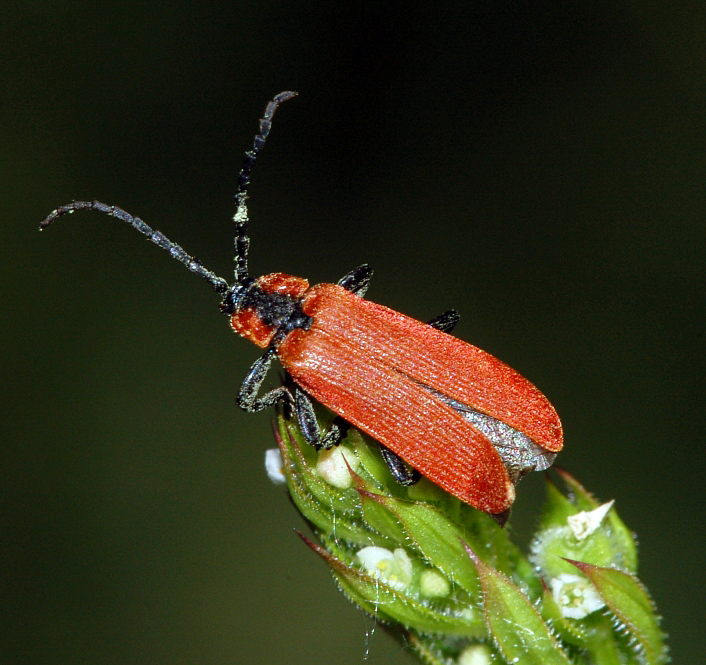

## Liên kết ngoài

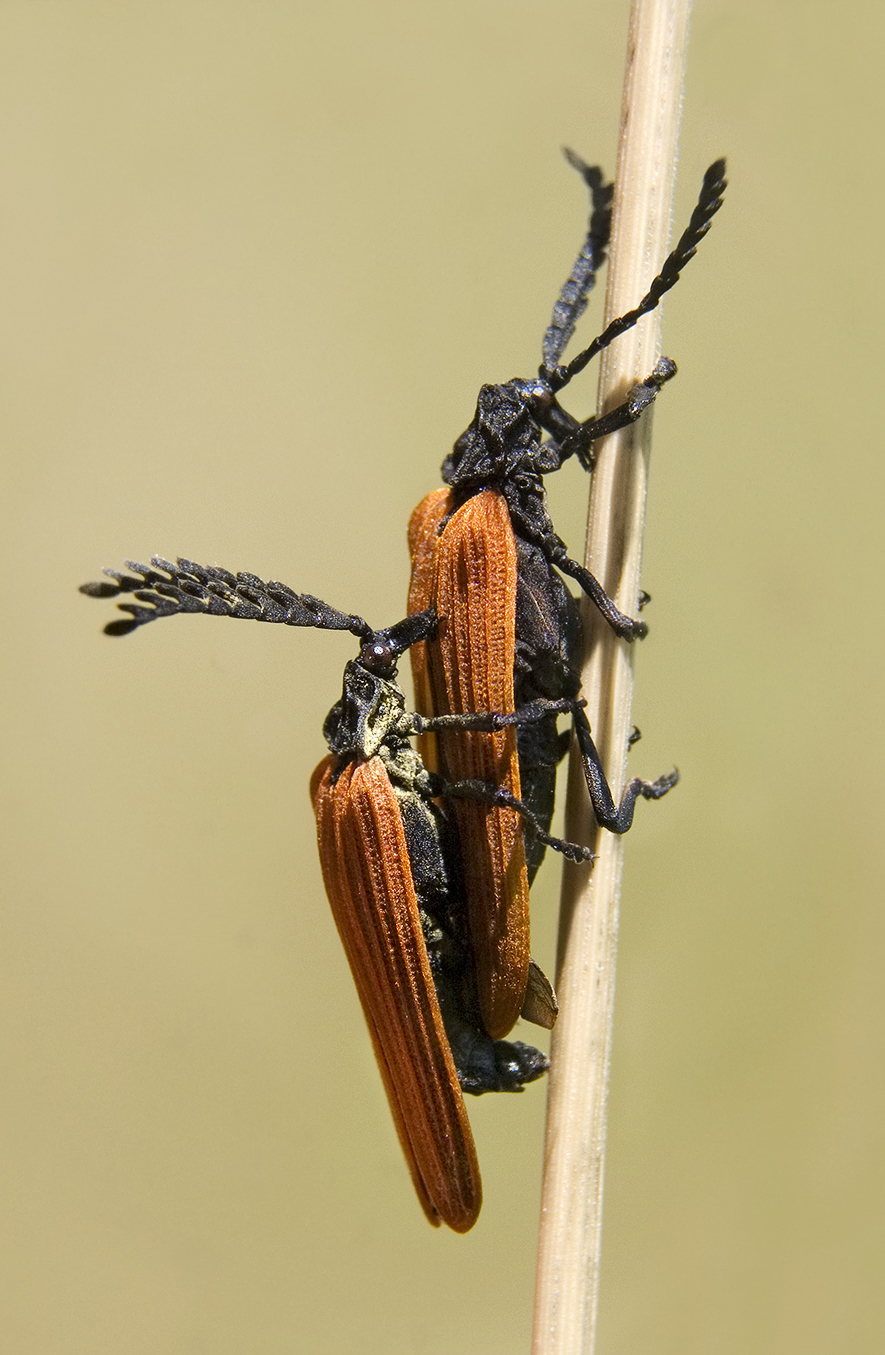
Mating Metriorrhynchus rhipidius